# Oriel College

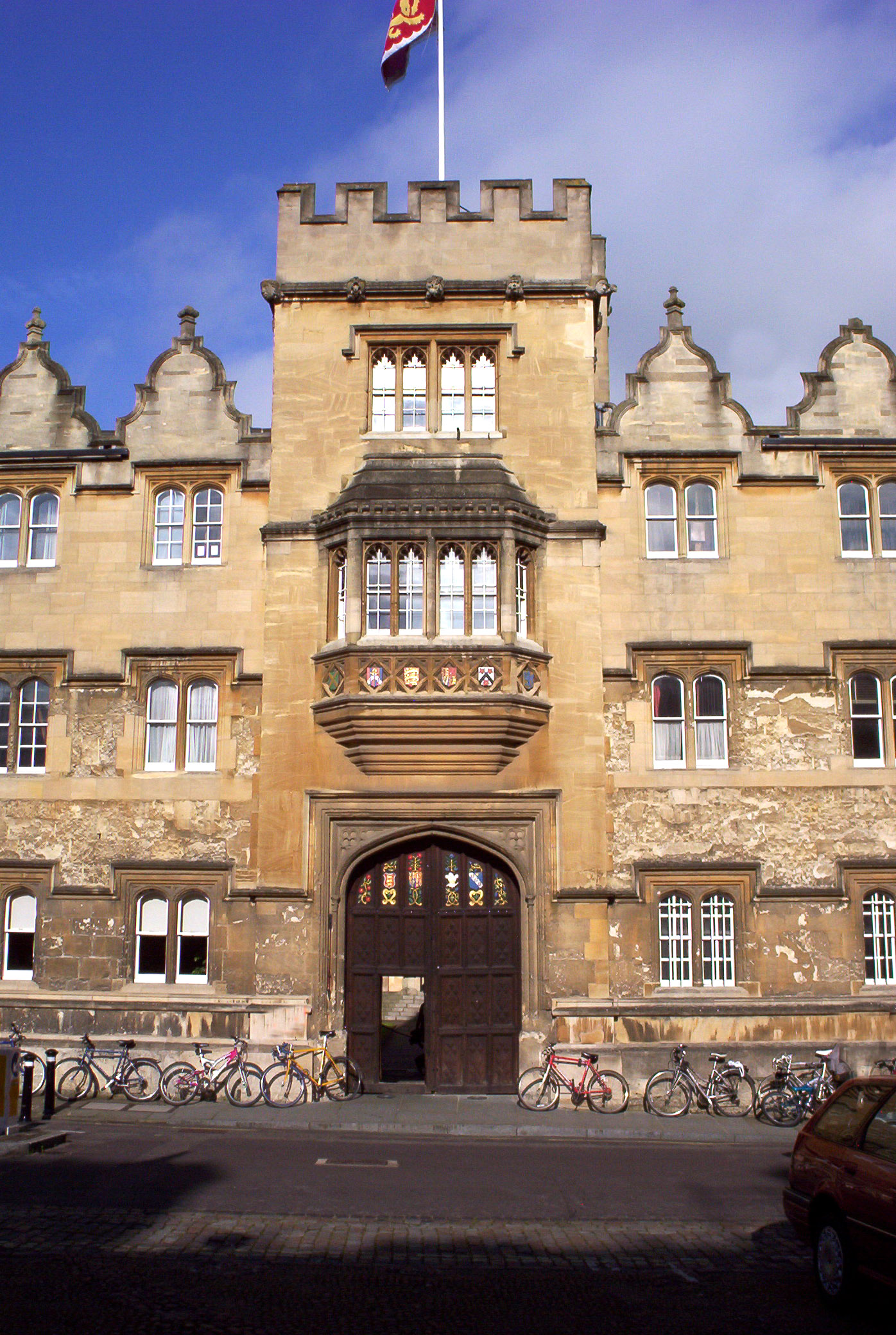
Oriel Colleges huvudingång.

Oriel College är ett college vid Oxfords universitet i Oxford, England. Colleget grundades 1324 av Adam de Brome, en kyrkoman i kung Edvard II av Englands tjänst, med kungen som beskyddare. Colleget kallas därför också King's College eller King's Hall, och den regerande monarken av England är traditionellt collegets beskyddare.
Colleget antog ursprungligen endast manliga studenter men blev 1985 det sista traditionella Oxfordcolleget att även anta kvinnliga studerande.
Bland collegets mest kända studenter är upptäcktsresanden Sir Walter Raleigh (omkr. 1552–1618). Nobelpristagarna Alexander Todd (kemi 1957) och James Meade (ekonomi 1977) verkade här som forskarstuderande.